# استان سانتیاگو رودریگز
استان سانتیاگو رودریگز (به لاتین: Santiago Rodríguez Province) یک استان در جمهوری دومینیکن است.
مساحت این استان ۱٬۱۱۱٫۱۴ کیلومتر مربع و جمعیت آن در سال ۲۰۱۴ میلادی ۹۹٬۰۴۴ نفر می‌باشد.